# Latin Grammy Award du meilleur album de musique populaire brésilienne
 (septembre 2023).
Liste des prix Latin Grammy Award du meilleur album de musique populaire brésilienne :
- 2000 : Livro - Caetano Veloso
- 2001 : Noites do Norte - Caetano Veloso
- 2002 : Cambaio - Chico Buarque & Edu Lobo
- 2003 : Eu Não Peço Desculpa - Caetano Veloso & Jorge Mautner (en)
- 2004 : Maria Rita - Maria Rita
- 2005 : Cantando Histórias - Ivan Lins
- 2006 : Segundo - Maria Rita
- 2007 : Ao Vivo - Leny Andrade et César Camargo Mariano
- 2008 : América Brasil o Disco - Seu Jorge
- 2009 : Regência: Vince Mendoza - Ivan Lins and The Metropole Orchestra
- 2010 : Banda Dois - Gilberto Gil
- 2011 : Ária - Djavan
- 2012 : Especial Ivete, Gil E Caetano - Caetano Veloso, Gilberto Gil et Ivete Sangalo
- 2013 : Redescobrir - Ao Vivo - Maria Rita